# روث کاد
روث کاد (انگلیسی: Ruth Codd؛ زادهٔ ۱۳ ژوئن ۱۹۹۶) بازیگر اهل ایرلند است. او بیشتر به خاطر ایفای نقش آنیا در مجموعهٔ معمایی دلهره‌آور باشگاه نیمه‌شب (۲۰۲۲) محصول نتفلیکس و همچنین نقش جونو آشر در مینی‌سریال ترسناک زوال خاندان آشر (۲۰۲۳) شناخته می‌شود.

## حرفه
روث کاد پیش از دنیاگیری کووید-۱۹، به‌عنوان آرایشگر حرفه‌ای و متخصص گریم فعالیت می‌کرد. پس از آنکه شغل خود را به‌عنوان آرایشگر از دست داد، فعالیت در تیک‌تاک را آغاز کرد. در کمتر از یک سال، شمار دنبال‌کنندگان او در این پلتفرم به بیش از ۶۷۲ هزار نفر و مجموع لایک‌هایش به ۲۰٫۵ میلیون رسید. او فعالیت خود در تیک‌تاک را با ویدئوهای طنز در قالب شخصیت راهبه آغاز کرد، اما بعدها تمرکز محتوایش را بر آگاهی‌رسانی دربارهٔ معلولیت معطوف ساخت.
کاد از طریق تیک‌تاک توسط تیم انتخاب بازیگران مجموعهٔ معمایی دلهره‌آور باشگاه نیمه‌شب محصول نتفلیکس کشف شد. با این حال، پس از انتخاب شدن برای ایفای نقش در این مجموعه، حساب کاربری خود را در تیک‌تاک حذف کرد. او پیش از ایفای نقش آنیا هیچ‌گونه تجربهٔ حرفه‌ای در بازیگری نداشت. این مجموعه در اکتبر ۲۰۲۲ پخش شد و با بازخوردهای مثبتی از سوی منتقدان روبه‌رو گردید.
مایک فلنگن، یکی از سازندگان و شورانر مجموعه باشگاه نیمه‌شب، روث کاد را برای ایفای نقش جونو آشر در مینی‌سریال ترسناک بعدی خود با عنوان زوال خاندان آشر انتخاب کرد. این مجموعه در اکتبر ۲۰۲۳ از نتفلیکس پخش شد و با تحسین منتقدان مواجه گردید. در همان سال، او در یکی از قسمت‌های مجموعهٔ آنتولوژی ترسناک نمایش وحشت، محصول شبکهٔ شادر، در نقش بازیگر مهمان کاساندرا ظاهر شد.
در ژانویه ۲۰۲۴، کاد به‌عنوان شرکت‌کننده در مسابقهٔ آشپزی بریتانیایی مدرسهٔ آشپزی سلبریتی‌ها حضور یافت و در جایگاه سوم قرار گرفت. در مارس ۲۰۲۴، او نقش بازیگر مهمان در مجموعه درام کمدی ایرلندی به نام خشک ایفا کرد. در همان ماه، اعلام شد که کاد برای ایفای نقش فلگما در فیلم فانتزی اکشن چگونه اژدهای خود را تربیت کنیم انتخاب شده و این نقش، نخستین حضور سینمایی او به‌شمار می‌رود.

## زندگی شخصی
روث کاد زادهٔ وکس فورد، ایرلند است. او در سن ۱۵ سالگی هنگام بازی فوتبال، به‌شدت از ناحیهٔ پا آسیب دید. در ۲۳ سالگی، به دلیل عوارض ناشی از همان آسیب‌دیدگی قبلی، پای راستش از زیر زانو قطع شد.